# Daniel Afriyie
Daniel Afriyie Barnieh, född 26 juni 2001 i Kumasi, är en ghanansk fotbollsspelare som spelar för Hearts of Oak och Ghanas landslag.

## Klubbkarriär
Den 15 januari 2020 värvades Afriyie av Ghana Premier League-klubben Hearts of Oak.

## Landslagskarriär
Afriyie debuterade för Ghanas landslag den 10 juni 2022 i en 4–1-förlust mot Japan, där han blev inbytt i den 82:a minuten mot Andy Yiadom. Afriyie har varit en del av Ghanas trupp vid VM 2022 i Qatar.